# Epie
L'epie (o epie-atissa) és una llengua edoid que parlen els epies al sud de Nigèria, a la LGA de Yenagoa, a l'estat de Bayelsa.
L'epie és una llengua del grup lingüístic de les llengües edoid del delta, que formen part de la sub-família lingüística de les llengües edoid, que són llengües Benué-Congo. Les altres llengües del seu grup lingüístic són l'engenni i el degema, que també es parlen a Nigèria.

## Ús de la llengua i dialectologia
L'epie gaudeix d'un ús vigorós (6a); tot i que no està estandarditzada, és parlada per persones de totes les edats i generacions. L'epie té un diccionari. Segons l'ethnologue, el 1973 hi havia 12.000 epie-parlants.
L'atissa és un dialecte de l'epie. La majoria dels parlants d'atissa també parlen izon.

## Fonologia
L'epie té un sistema parcialment reduït, comparat amb el del proto-edoid; té vuit vocals que se separen en dues harmonies diferents: /i e a o u/ and /i ɛ a ɔ ʊ/.
L'epie només té un so nasal sec, /m/; l'[n] alterna amb [l] segons si la següent vocal és oral o nasal. En aquesta posició les aproximants, /j ɣ w/, també són nasalitzades. Els sons consonants són:
|                           | Labial | Alveolar | Palatal | Velar | Labio-velar |
| ------------------------- | ------ | -------- | ------- | ----- | ----------- |
| Nasal                     | m      |          |         |       |             |
| consonant implosiva       | ɓ      | ɗ        |         |       |             |
| Oclusiva                  | p b    | t d      |         | k ɡ   | k͡p ɡ͡b       |
| Fricativa                 | f v    | s z      |         |       |             |
| vibrant alveolar múltiple |        | (r)      |         |       |             |
| Aproximant                |        | l [n]    | j       | ɣ     | w           |

## Població i religió
El 22% dels 31.000 epies són cristians; d'aquests, el 40% són protestants, el 35% pertanyen a esglésies cristianes independents i el 25% són catòlics. El 78% dels epies restants creuen en religions tradicionals africanes.